# Chiesa di Nostra Signora delle Grazie (Sassello)
La chiesa di Nostra Signora delle Grazie è un luogo di culto cattolico situato nella località di Pratovallarino nel comune di Sassello, in provincia di Savona.

## Caratteristiche
La chiesetta ha navata unica, pronao sull'ingresso e campanile sul lato sinistro. L'interno è semplice e privo di decorazioni di rilievo. Presenta altare e balaustra in marmo e una statua della Madonna delle Grazie.
L'edificio venne eretto come voto per proteggere la zona dal colera che divampò a metà Ottocento.